# Güttingen (Adelsgeschlecht)

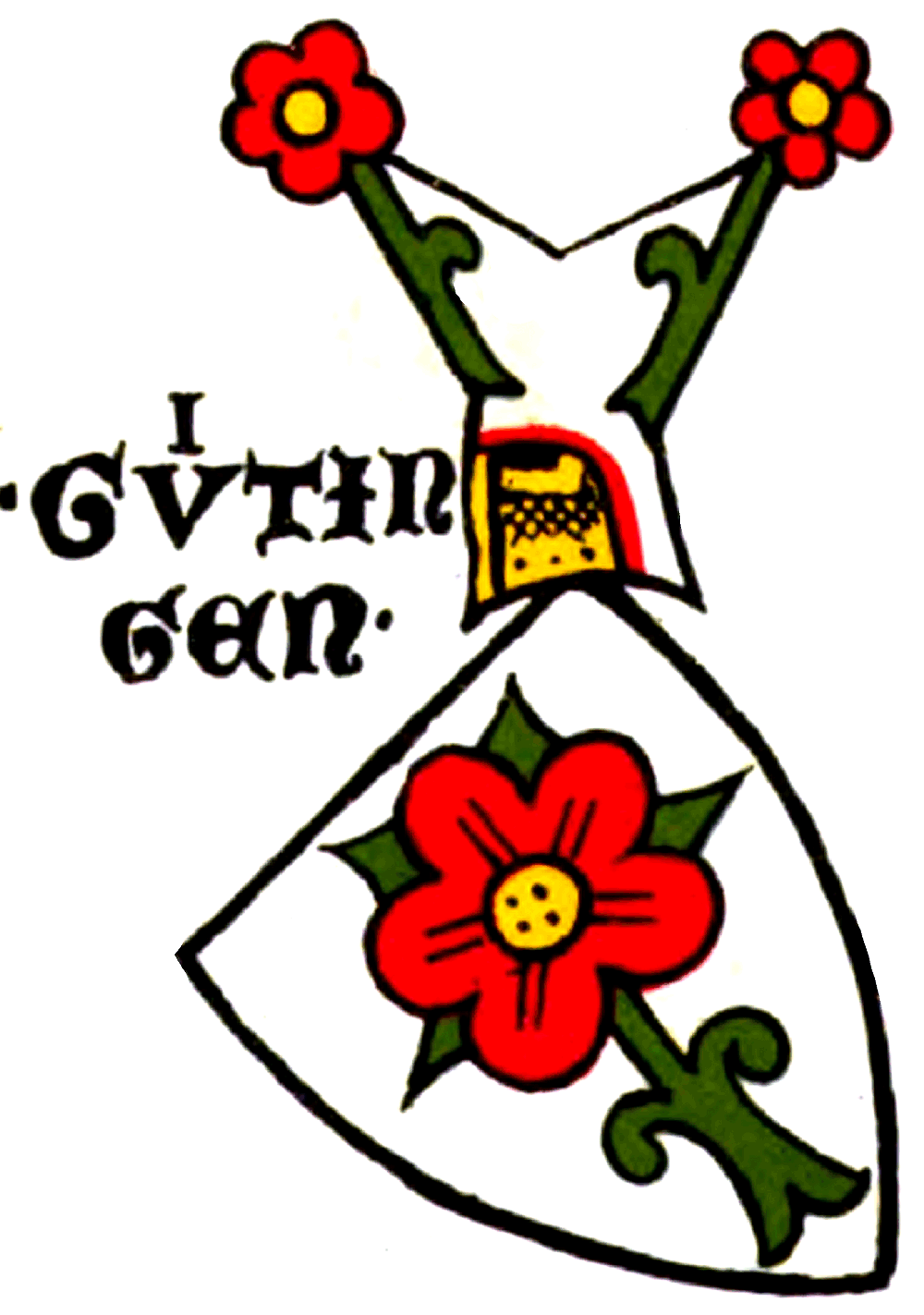
Das Wappen derer von Güttingen in der Zürcher Wappenrolle, ca. 1340

Die Freiherren von Güttingen waren ein Thurgauer Adelsgeschlecht des 12. bis 14. Jahrhundert mit den Burgen Kachel und Moosburg bei Güttingen, in deren Umgebung sich auch ihr Besitz konzentrierte.

## Geschichte
Obwohl die Güttingen urkundlich gut belegt sind, ist die Identifizierung einzelner Vertreter und deren genealogische Einreihung schwierig, nicht zuletzt weil sie vorwiegend die Vornamen Rudolf, Ulrich und Heinrich trugen und viele von ihnen Kleriker waren. Verschiedene Personen mit dem Namen Güttingen waren jedoch mit dieser Familie nicht verwandt.
Erstmals belegt sind die Güttingen mit dem Domherrn Ulrich, der 1159 als Zeuge für den Bischof von Konstanz auftrat, in dessen Umfeld sie auch später immer wieder erschien. Ihr Hauskloster war Salem, das sie mit Stiftungen bedachten und wo verschiedene Vertreter ihre letzte Ruhe fanden. Wiederholt wurden Vertreter der Familie zu Reichsdiensten herangezogen; Rudolf von Güttingen etwa, ab 1220 Abt von St. Gallen, 1224 bis 1226 gleichzeitig auch Bischof von Chur, kaufte sich bei Friedrich II. von dieser Verpflichtung los.

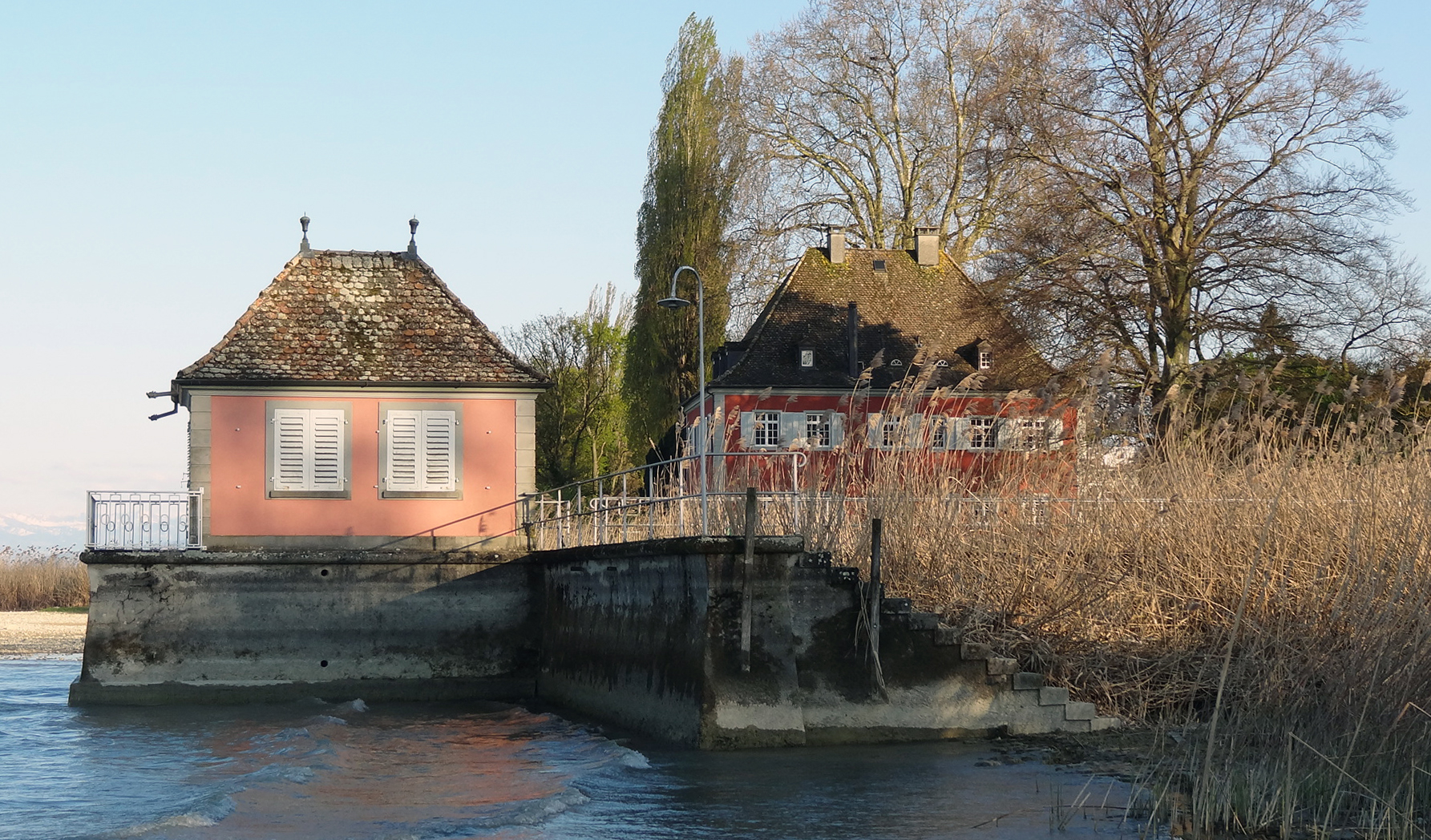
An Stelle der Wasserburg Kachel entstand im 18. Jahrhundert das Schloss Güttingen.

Durch den politischen Aufstieg der Habsburger und die sich wandelnden wirtschaftlichen und sozialen Rahmenbedingungen gerieten die Güttingen wie andere hochadelige Geschlechter in der zweiten Hälfte des 13. Jahrhunderts zunehmend unter Druck. Im Streit um das Kyburger Erbe 1264 blieben sie gegenüber Habsburg ebenso erfolglos wie 1285 beim Versuch, über Rudolf, Abt von Einsiedeln und letzter Vertreter der Familie, in einer wichtigen kirchlichen Position, einen Anspruch auf die Vogtei über das Kloster aus dem Erbe der Rapperswiler durchzusetzen. Während ein Zweig der Familie Ende des 13. Jahrhunderts in Konstanz als von Güttingen an dem Turme Konstanzer Bürger wurden, suchten andere Vertreter die Nähe des Abtes von St. Gallen und der Werdenberger.

## Burgen Kachel und Moosburg

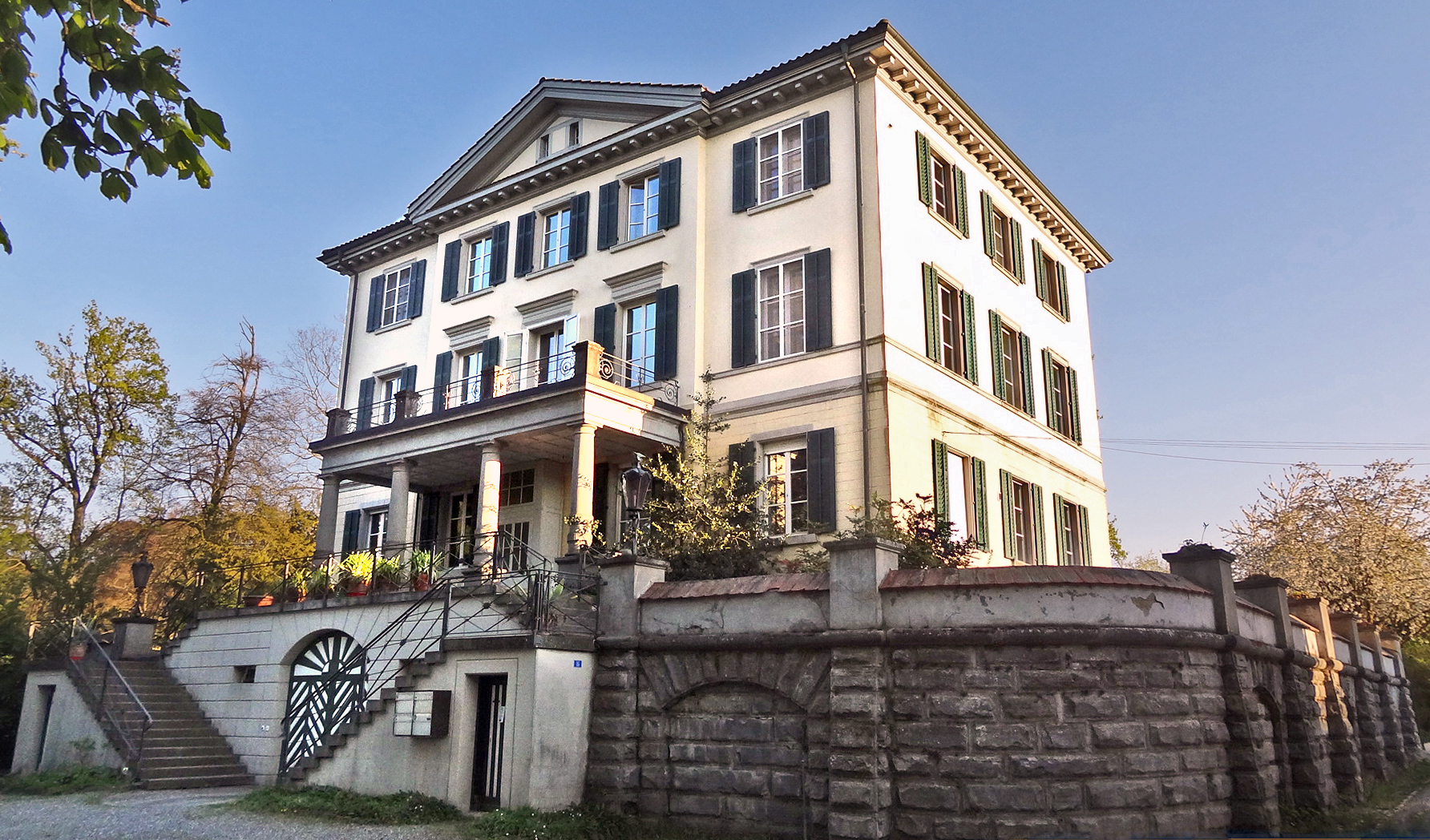
Landhaus Moosburg

Die beiden Burgen mit den damit verbundenen Rechten und Güter gelangten nach 1313 über die Ehe Adelheids an die aus dem Südtirol eingewanderten Freiherren von Enne.
Kachel war eine Wasserburg, ein zweigeschossiger Rechteckbau mit einem Walmdach. Die Burg ließ Bischof Johann Franz Schenk von Stauffenberg 1710 bis 1725 abbrechen und durch das neu erbaute Schloss Güttingen  ersetzen.
An Stelle der ursprünglichen Moosburg steht heute eine klassizistische Villa (dreigeschossiger Rechteckbau mit Walmdach auf einem erhöhten, vorstehenden Sockelgeschoss), die aus den Steinen der ehemaligen Wasserburg erbaut wurde. 

## Wappen

Das Wappen der Freiherren von Güttingen wird heute von der gleichnamigen Gemeinde verwendet.

Das Wappen zeigt in Silber eine rote Rose mit goldenem Butzen, grünem Kelch, Stiel und zwei Blattansätzen, Auf dem Helm ein silberner Hut mit der Rose vorn und hinten.

## Familienangehörige
- Rudolf von Güttingen († 1226) Abt der Fürstabtei St. Gallen und Bischof von Chur
- Ulrich von Güttingen (vor 1272–1277), Abt der Fürstabtei St. Gallen